# Wizard rock
Wizard rock (gọi ngắn là Wrock) là một thể loại nhạc rock phát triển từ năm 2002-2004 ở Hoa Kỳ. Các ban nhạc Wizard rock đáng chú ý nhất với các bài hát về thế giới Harry Potter. Wizard rock bắt đầu ở Massachusetts với ban nhạc Harry and the Potters.

## Đặc điểm
Các ban nhạc dẫn đầu là Harry and the Potters và Draco and the Malfoys. Mặc dù thính giả chủ yếu của Wizard rock là người hâm mộ Harry Potter, vài ban nhạc có thính giả đại chúng. Wizard rock thường được sáng tác với góc nhìn của một nhân vật riêng biệt trong sách, thường là nhân vật mà ban nhạc lấy tên. Wizard rock lấy cảm hứng hoàn toàn từ thế giới Harry Potter. Khi biểu diễn, các ban nhạc wizard rock thường cosplay, hay mặc như nhân vật trong sách. Một số ban nhạc đã biểu diễn thể loại này trong các buổi gặp mặt với người hâm mộ.

## Lịch sử

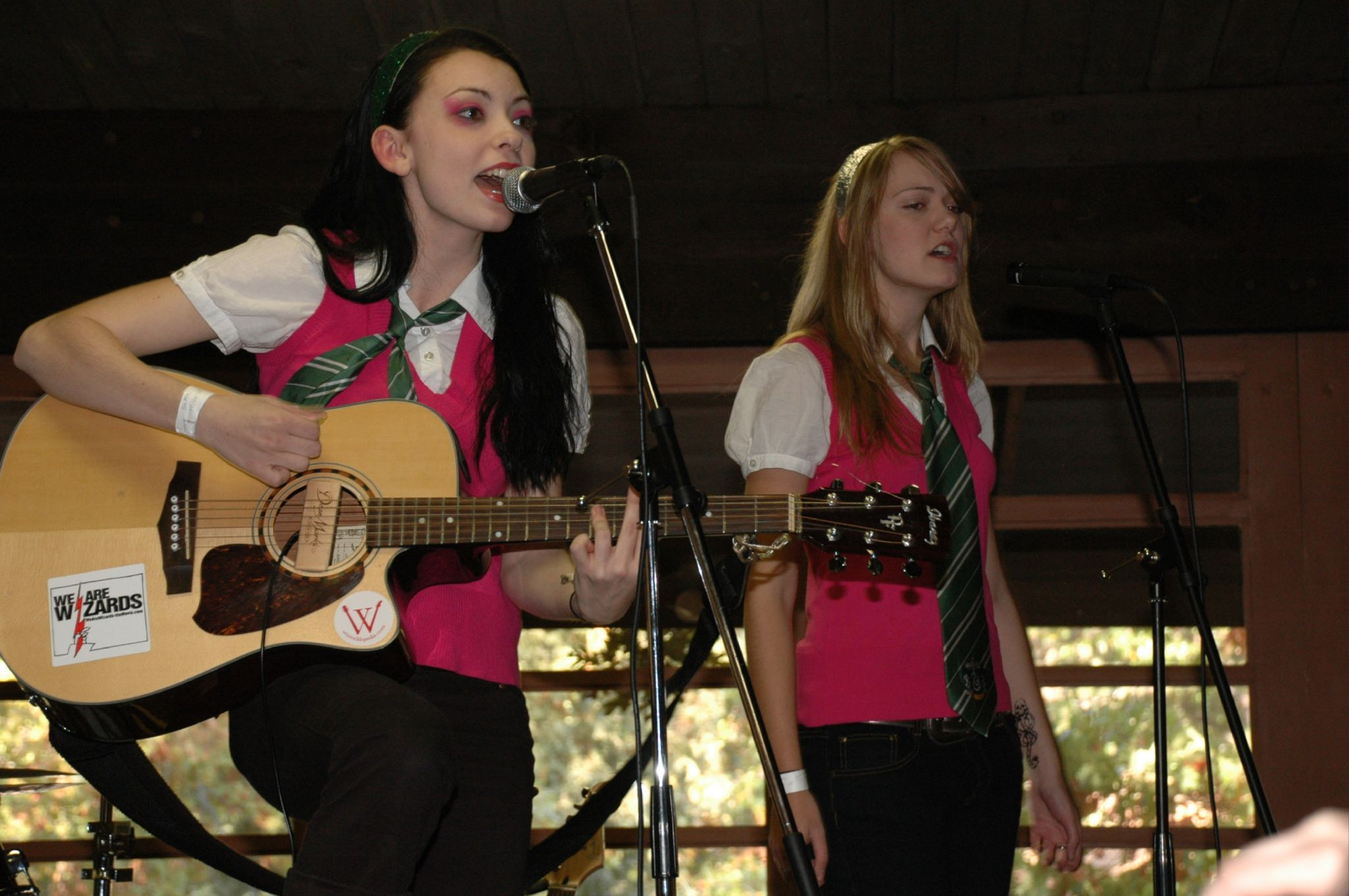
The Parselmouths, một ban nhạc wizard rock gồm Brittany Vahlberg và Kristina Horner, biểu diễn tại Wrockstock năm 2007.

Bài hát có chủ đề Harry Potter thường được cho vào năm 2000 khi ban nhạc pop-punk Switchblade Kittens phát hành "Ode to Harry" từ góc nhìn Ginny Weasley.
Harry and the Potters là một ban nhạc trở thành căn nguyên của thể loại wizard rock. Vì Harry and the Potters ngày càng nổi tiếng, các ban nhạc wizard rock khác bắt đầu xuất hiện. Brian Ross và Bradley Mehlenbacher ban đầu thành lập Draco and the Malfoys như bản nhái Harry and the Potters.
Có những festivals hội tụ các nghệ sĩ như Wrockstock, tổ chức lần đầu năm 2007 ở Hoa Kỳ.